# Кларидис, Темис
Те́мис Кла́ридис (Клари́ди) (греч. Θέμις Κλαρίδη, англ. Themis Klarides; род. 3 августа 1965, Симор, Коннектикут, США) — американский политик-республиканец греческого происхождения, член Палаты представителей штата Коннектикут от 114-го избирательного округа (с 1999 года), лидер республиканского меньшинства в Палате представителей штата Коннектикут (с 2015 года). Первая в истории штата женщина, назначенная на должность республиканского лидера в нижней палате Генеральной ассамблеи Коннектикута.
8 ноября 2016 года Темис и её сестра Николь Кларидис-Дитриа были избраны в Палату представителей штата Коннектикут (первая — на десятый срок подряд, вторая — впервые, от 105-го избирательного округа). Этот случай является первым в истории штата, когда одновременно были избраны две сестры.

## Биография
Родилась в тауне Симор (Нью-Хейвен, Коннектикут, США) в известной местной греческой семье. Дедушки и бабушки Темис иммигрировали в США с острова Митилини (Греция). В Коннектикуте они вначале занялись малым бизнесом, торгуя в бакалейной лавке, а позже их сыновья расширились и открыли два супермаркета под названием «Klarides Supermarket». Семейство заботилось и об интересах общества. Дядя Темис служил в финансовом комитете, а её отец в Рождество наряжался в костюм Санта-Клауса и навещал местную больницу. Последнюю традицию позже переняла и сама Темис.
Младшая сестра Темис Николь Кларидис-Дитриа — предпринимательница и также политик-республиканец, является членом муниципального совета. Окончила Квиннипэкский университет.
Посещала местную среднюю школу в Симоре, где также была членом команд по плаванию и теннису.
В 1987 году окончила Тринити-колледж со степенью бакалавра гуманитарных наук (B.A.) в области политической науки. Была пловчихой.
В 1992 году получила степень доктора права (J.D.), окончив Школу права Квиннипэкского университета.
До начала карьеры в сферах политики и права работала профессиональной фитнес-моделью, принимая участие в модных показах, а также соревнованиях по культуризму.
По окончании Школы права работала в качестве ринг-герл в развлекательном конгломерате, сегодня известном как компания WWE.

## Карьера

### Адвокат
Занималась адвокатской практикой в федеральном окружном суде США по округу Коннектикут.
Является членом Ассоциации по разрешению конфликтов, адвокатских палат штата Коннектикут и округа Нью-Хейвен. Также в настоящее время работает в фирме по глобальным коммуникациям и связям с общественностью «Cohn & Wolfe», являясь членом её групп по судебным разбирательствам и банкротствам. Входит в Советы директоров, является членом, а также состоит добровольцем в других многочисленных организациях.

### Политик
С 1999 года — член Палаты представителей штата Коннектикут от Республиканской партии.
В 2007—2014 годах — заместитель лидера фракции меньшинства в Палате представителей штата Коннектикут.
С 2015 года — лидер фракции меньшинства в Палате представителей штата Коннектикут. Заняв данный пост, Кларидис стала одним из самых ярых критиков губернатора штата Дэннела Мэллоя.
На протяжении долгого времени выступает за реформирование реестра лиц, совершивших сексуальное преступление в штате Коннектикут.
Была одним из 28 делегатов Национальной конвенции Республиканской партии 2016 года от штата Коннектикут, объединившихся в поддержку Дональда Трампа для участия в президентских выборах в качестве кандидата от Республиканской партии.

#### Участие в комитетах
- Комитет по образованию
- Юридический комитет[16]

## Личная жизнь
Проживает в городе Дерби.
Занимается йогой.
Не состоит в браке.